# Heidemarie Martha Stefanyshyn-Piper

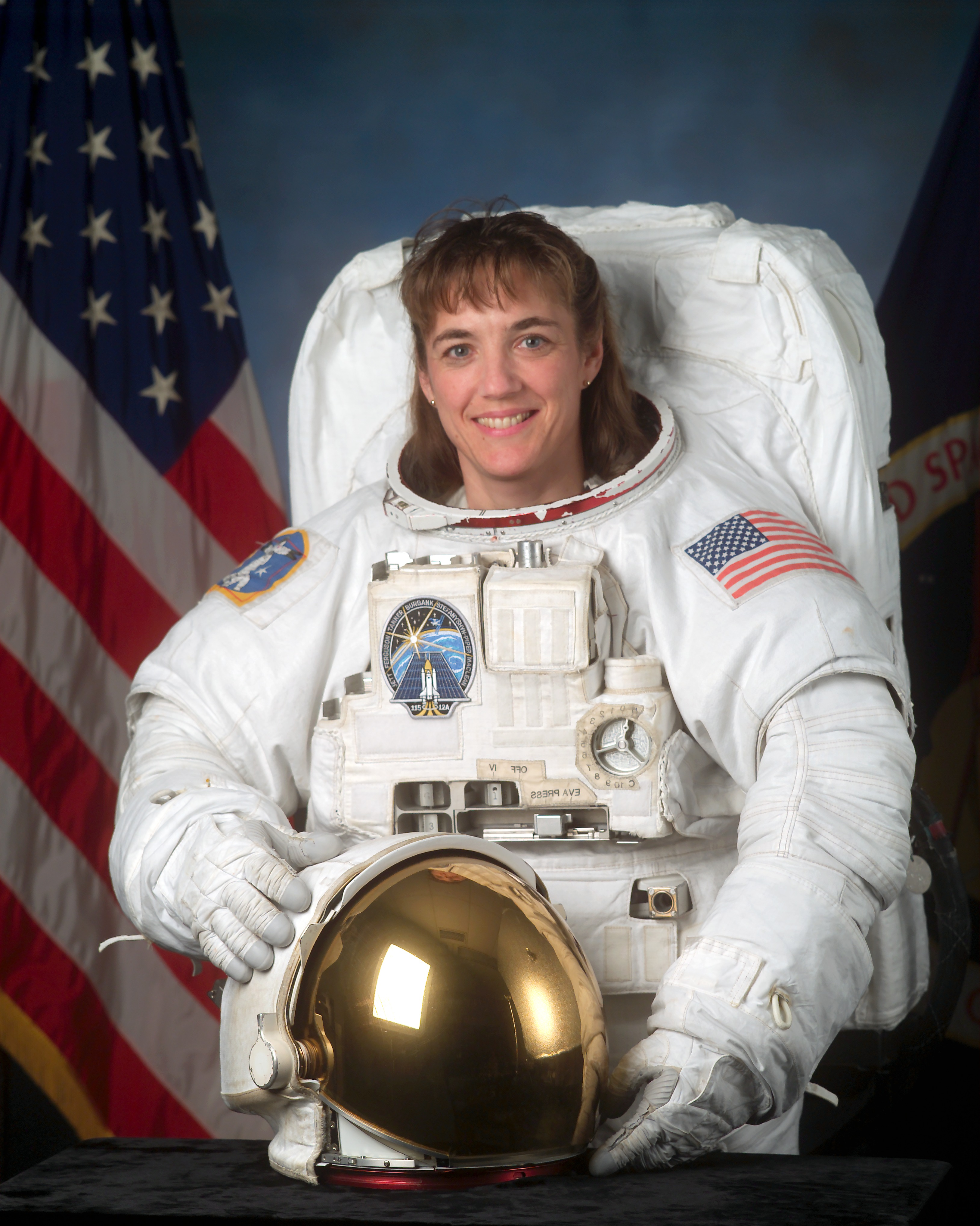
Heidemarie Martha Stefanyshyn-Piper

Heidemarie Martha Stefanyshyn-Piper (Saint Paul, Minnesota, 1963. február 7. –) amerikai űrhajós, kapitány. Szülei hatására beszéli az ukrán nyelvet. Az első minnesotai nő a világűrben.

## Életpálya
1984-ben a Massachusetts Institute of Technology (MIT) keretében gépészmérnöki oklevelet szerzett. 1985-ben a MIT keretében megvédte diplomáját. Haditengerészeti búvár, tengeralattjáró baleset kiképzett mentője.
1996. május 1-től a Lyndon B. Johnson Űrközpontban részesült űrhajóskiképzésben. Két űrszolgálata alatt összesen 27 napot, 15 órát és 36 percet (663 óra) töltött a világűrben. A 8. nő, aki űrsétát hajtott végre. Öt űrséta (kutatás, szerelés) alatt összesen 33 óra és 42 percet töltött a világűrben. Az űrséták alatt eltöltött időtartam alapján minden idők listáján a 25. űrhajós. Űrhajós pályafutását 2009 júliusában fejezte be. 2009 augusztusától a Naval Sea Systems Command műszaki vezérigazgató-helyettese. 2011. május 20-tól a Naval Surface Warfare Center (Maryland) parancsnoka.

## Űrrepülések
- STS–115, az Atlantis űrrepülőgép 27. repülésének küldetésfelelőse. Alapellátáson kívül (életfeltételek, csereeszközök, berendezések) a Nemzetközi Űrállomás (ISS) építéséhez szállította a P3 és P4 rácselemet, valamint a 4A és 2A napelemtáblákat. Első szolgálatán összesen 11 napot, 19 órát és 6 percet (283 óra) töltött a világűrben. Kettő űrséta alatt összesen 12 óra és 46 percet töltött a világűrben. 7 840 000 kilométert (4 870 000 mérföldet) repült, 187 kerülte meg a Földet.
- STS–126 az Endeavour űrrepülőgép 22. repülésének küldetésfelelőse. Fő feladat személyzet- és logisztikai árú (víz, élelmiszer, ruházat, személyes tárgyak, orvosi- eszközök, berendezések, kutatási- kísérleti anyagok és eszközök) szállítása. Második űrszolgálata alatt összesen 15 napot, 20 órát, 29 percet és 37 másodpercet (380 óra) töltött a világűrben. Három űrséta alatt összesen 21 órát és 34 percet töltött a világűrben. 10 645 986 kilométert (6 615 109 mérföldet) repült, 251 alkalommal kerülte meg a Földet.